# 분례기 (영화)
《분례기》는 1971년 공개된 대한민국의 영화이다. 방영웅의 동명 소설을 원작으로 유현목 감독이 연출하고 윤정희, 이순재, 허장강, 사미자, 안인숙, 최남현, 주증녀가 출연했다.

## 줄거리
가난한 집안의 맏딸인 분례는 유부남인 용팔에게 순결을 잃고, 절박한 마음에 발기부전인 노름꾼 영철의 첩이 된다. 공 조시는 분례를 사랑하지만, 분례는 여전히 용팔에게 미련을 가지고 있다. 영철은 돈을 잃자 분례에게 화풀이를 하고 그녀를 집에서 내쫓는다. 이에 조시는 영철을 죽이고, 분례는 미쳐버린다.

## 배역
- 윤정희 - 분례 역
- 허장강 - 용팔 역
- 이순재 - 영철 역
- 안인숙 - 옥화 역
- 사미자 - 노랑녀 역
- 최남현
- 주증녀

## 수상
- 1971년 제10회 대종상
  - 감독상 - 유현목
  - 여우주연상 - 윤정희
  - 여우조연상 - 사미자
  - 음악상 - 김희조
  - 녹음상 - 이경순
- 1972년 제8회 백상예술대상
  - 영화부문 연기상 - 허장강
- 1972년 제15회 부일영화상
  - 최우수작품상
  - 감독상 - 유현목
  - 남우주연상 - 이순재
  - 여우조연상 - 안인숙